# Léon Bourgeois
Léon Victor Auguste Bourgeois (Párizs, 1851. május 29. – Oger, 1925. szeptember 29.) francia Nobel-békedíjas politikus, a Harmadik Francia Köztársaság 32. miniszterelnöke, 1919-ben a Nemzetek Szövetségének első elnöke.

## Pályafutása
Kispolgári, republikánus családban született. Jogot tanult Párizsban, majd ügyvédként dolgozott. Politikai karrierjét az államigazgatásban kezdte 1876-ban. 1882-ben Tarn megye prefektusa, 1888-tól pedig nemzetgyűlési képviselője.  
1888 májusában belügyi államtitkár helyettes Charles Floquet kormányzása idején, 1889-ben belügyminiszter Pierre Tirard kormányában. Charles de Freycinet negyedik kormányában és Émile Loubet kormányában közoktatási miniszter, 1892 decemberéből Alexandre Ribot kormányában volt igazságügyi miniszter.
Neve elválaszthatatlan a szolidarizmus doktrínájától, bár maga a kifejezés nem tőle származik. Bourgeois olyan társadalmi és gazdasági programot dolgozott ki a radikális republikánus párt számára, amely különbözött az individualista liberalizmustól, a kollektivizmust hirdető szocializmustól, és a marxizmustól is.
A szolidarizmus kölcsönös felelősségvállalás két vagy több személy között. Olyan fraternizáló kapcsolat, ami arra kötelez mindenkit, hogy segítsen a szerencsétlenebb sorsú embertársán. Ha a természetes szolidarizmus igazságtalanságot és egyenlőtlenséget vált ki, az államnak kell beavatkozni. A szolidarizmus megvalósítása, tehát a szegénység enyhítése ill. megszüntetése érdekében Bourgeois javasolta a jövedelemadó bevezetését, a heti pihenőnap megadását, a munkások nyugdíjjogosultságát, a tanulás lehetőségét valamennyi társadalmi osztály számára, a létminimum biztosítását, valamint az állam és egyház szétválasztását. Gondolatait a Revue nouvelle-ben cikksorozatban tette közzé, majd La solidarité címmel könyv formájában is kiadta 1896-ban.
1895. november 1-jén kormányt alakított. Szolidaritási politikáját a nemzetgyűlés és a szenátus elutasította, ezért inkább lemondott. A marxisták kispolgárinak tartották, a liberálisok a szabadságjogok megsértését vetették szemére. A szolidarizmus elve azonban nagy hatással volt a Harmadik Köztársaság társadalomfilozófiájára.
Politikai karrierje folytatódott. Háromszor állt a külügyminisztérium élén (1896, 1906, 1914). A képviselőház elnöke volt 1902 és 1904 között, és a szenátusban elnökölt 1920-tól 1923-ig. 1919-ben a Nemzetek Szövetségének elnökévé választották. 1920-ban Nobel-békedíjjal tüntették ki.

## Publikációi
- La solidarité, 1896
- La politique de la prévoyance sociale, 1912
- Le traité de 1919 et la Société des Nations, 1920

## Kapcsolódó szócikk
- Franciaország miniszterelnökeinek listája